# Azucenita 1ra. Sección B
Azucenita 1ra. Sección B är en ort i Mexiko.   Den ligger i kommunen Cárdenas och delstaten Tabasco, i den sydöstra delen av landet, 600 km öster om huvudstaden Mexico City. Azucenita 1ra. Sección B ligger 10 meter över havet och antalet invånare är 551.
Terrängen runt Azucenita 1ra. Sección B är mycket platt. Runt Azucenita 1ra. Sección B är det ganska tätbefolkat, med 129 invånare per kvadratkilometer. Närmaste större samhälle är Poblado C-11 José María Morelos y Pavón, 9,3 km söder om Azucenita 1ra. Sección B. Trakten runt Azucenita 1ra. Sección B består till största delen av jordbruksmark.